# Didymoplexiella
Didymoplexiella is een geslacht van tropische orchideeën uit de onderfamilie Epidendroideae.
Het zijn kleine bladgroenloze, epiparasitische orchideeën, afkomstig uit Zuidoost-Azië, Indonesië en Japan.

## Naamgeving en etymologie
- Synoniem: Leucolena Ridl. (1891)

De botanische naam Didymoplexiella is een verkleinwoord van Didymoplexis, een nauw verwant geslacht.

## Kenmerken
De bladeren zijn gedegenereerd tot bladscheden, die de bloemstengel omvatten. De bloeiwijze is een eindstandige tros met enkele weinig opvallende bloemen. De bloemlip is drielobbig en aan de basis vergroeid met het gynostemium.

## Soorten
Het geslacht omvat acht soorten.
- Didymoplexiella borneensis (Schltr.) Garay (1954)
- Didymoplexiella cinnabarina Tsukaya, M.Nakajima & H.Okada (2005)
- Didymoplexiella forcipata (J.J.Sm.) Garay (1954)
- Didymoplexiella hainanensis X.H.Jin & S.C.Chen (2004)
- Didymoplexiella kinabaluensis (Carr) Seidenf. (1978)
- Didymoplexiella ornata (Ridl.) Garay (1954)
- Didymoplexiella siamensis (Rolfe ex Downie) Seidenf. (1972)
- Didymoplexiella trichechus (J.J.Sm.) Garay (1954)